# Illicium kinabaluensis
Illicium kinabaluensis är en växtart. Det är endemisk till Malaysia.